# Stoleté vejce

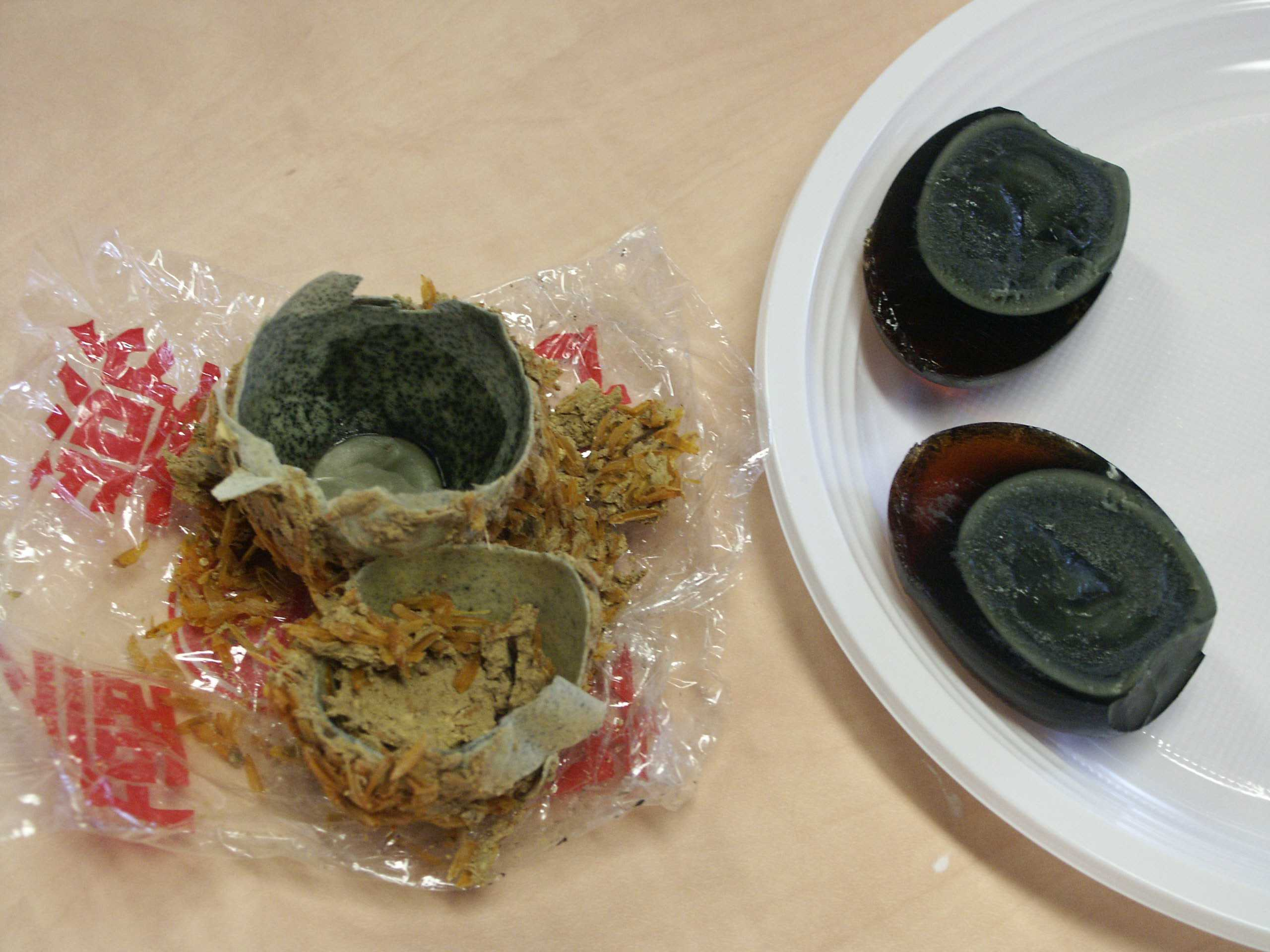
Vlevo prázdný obal, vpravo rozkrojená vejce

Stoleté vejce (čínsky v českém přepisu pchi-tan, pchin-jinem pídàn, znaky zjednodušené 皮蛋, doslova „kožené vejce“) je specialita čínské kuchyně. Vyrábí se ze syrových slepičích, kachních nebo křepelčích vajec, která se obalí směsí vápna, jílu, popela a rýžových plev a nechají se uzrát minimálně tři měsíce. Hmota kolem vejce ztvrdne a chrání ho před chladem i oxidací, zatímco oxid vápenatý se změní na hydroxid vápenatý a zvýší zásaditost vnitřku vejce až na pH 12. Hotové vejce je výrazně cítit po sirovodíku, bílek zrosolovatí a zabarví se jantarově, zatímco ze žloutku se stane mazlavá tmavošedá až tmavozelená hmota. Vejce se podávají obvykle jako předkrm, buď samotná se zázvorem a sojovou omáčkou, nebo jako součást zeleninových salátů, případně jako příloha k rýžové kaši kondží. V Číně se této pochoutce říká také vejce dynastie Ming, černá vejce nebo borovicová vejce (podle toho, že vysrážené soli vytvoří na povrchu vejce obrazce připomínající větev s jehličím).